# 지먼차오역
지먼차오역(중국어: 蓟门桥站)은 중국 베이징시 하이뎬구 베이타이핑좡 가도·화위안루 가도 경계의 북3환서로·북3환중로·시투청로 교차로에 위치한 베이징 지하철 12호선과 창핑선의 지하철 환승역으로 2016년 12월에 착공하여 2024년 12월 15일에 두 노선 모두 개장하였다.

## 위치
지먼차오역은 지먼교 동쪽 아래, 북3환로와 시투청로의 교차점에 위치한다. 12호선의 역은 동서 방향, 창핑선은 남북 방향으로 배치되어 있다.

## 역 구조
12호선 역은 길이가 237.3m인 지하 3층에 섬식 승강장 구조로 설계되었고, 창핑선 역은 길이가 218.8m인 지하 2층에 섬식 승강장이 위치하는 구조이다. 총 4세트의 풍정, 6개의 출입구와 6개의 안전 포트가 있고 두 노선의 역사는 동일한 층의 대합실을 통해 T자형 환승을 실현한 구조로 설계되었다.

### 층별 구조

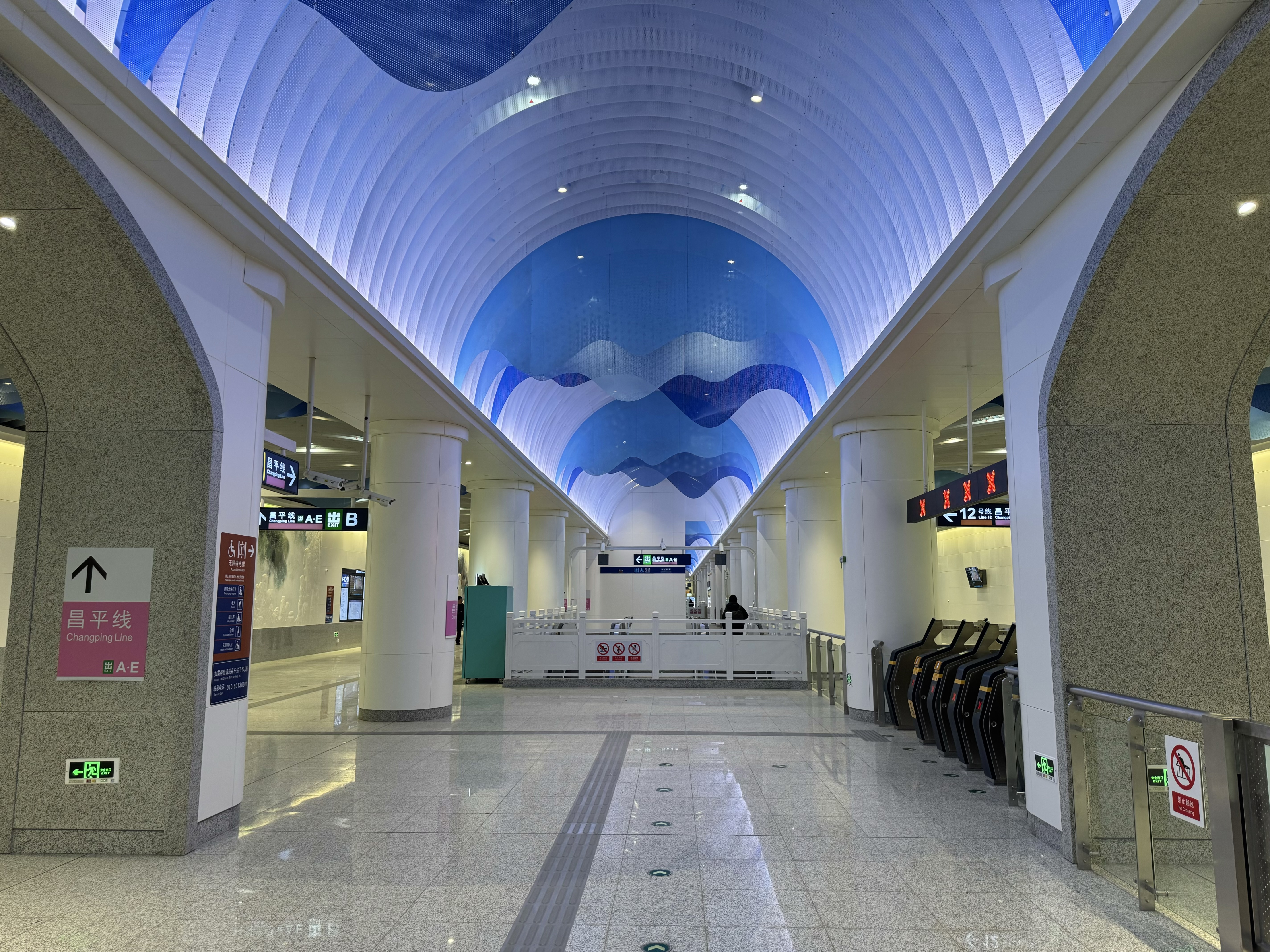
12호선 대합실
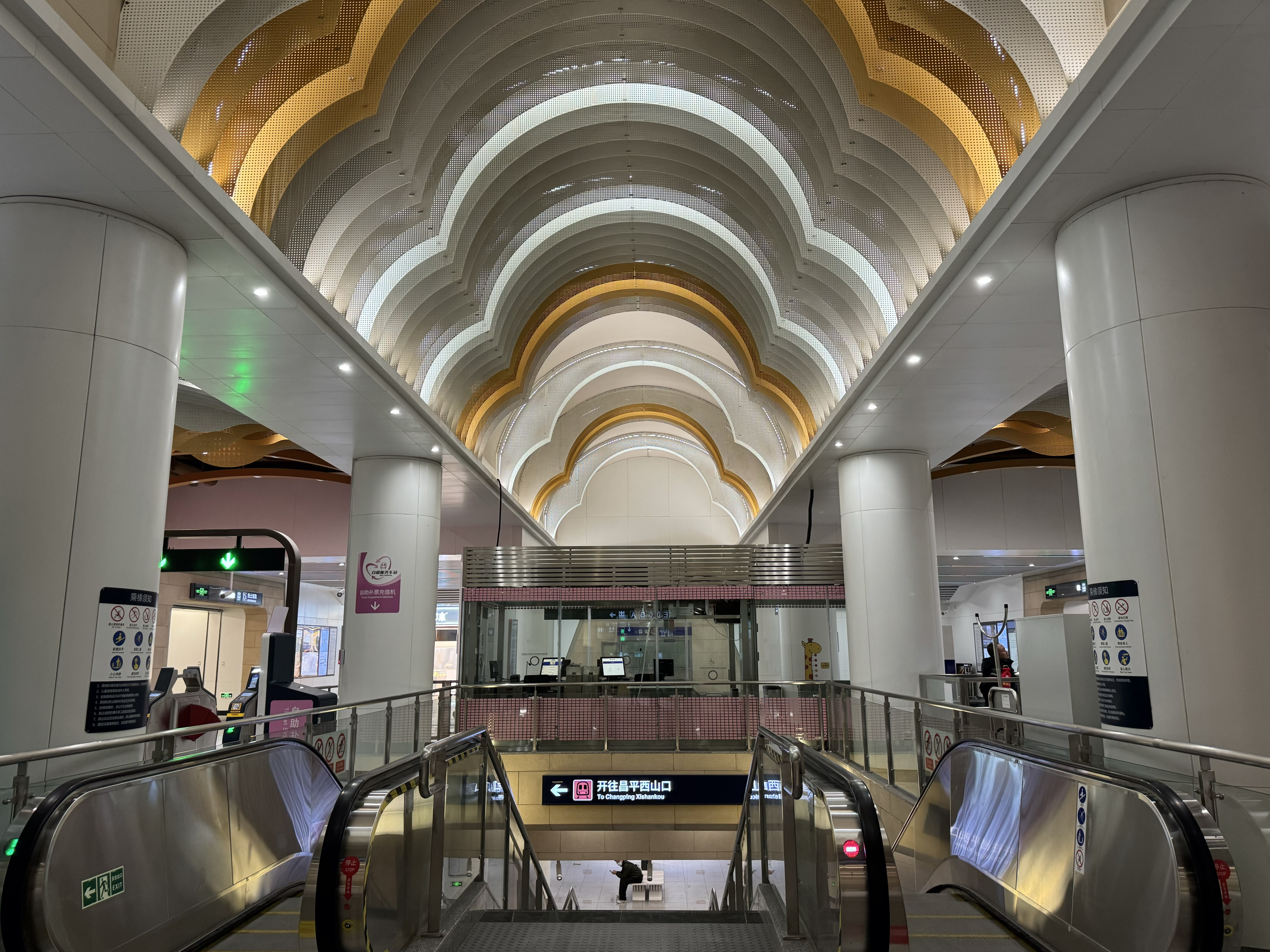
창핑선 대합실

| 지면     |                                 | 출입구                                |
| 지하 1층 | 대합실                          | 고객 센터, 자동 발매기, 개집표기      |
| 지하 2층 | ←                               | ■ 창핑선 창핑시산커우 방면 (시투청)   |
| 지하 2층 | 섬식 승강장, 왼쪽 출입문이 열림 |                                       |
| 지하 2층 | →                               | ■ 창핑선 하차 전용 승강장             |
| 지하 3층 | ←                               | ■ 12호선 쓰지칭차오 방면 (다중쓰)     |
| 지하 3층 | 섬식 승강장, 왼쪽 출입문이 열림 |                                       |
| 지하 3층 | →                               | ■ 12호선 둥바베이 방면 (베이타이핑좡) |

- 12호선 대합실
- 창핑선 대합실

## 출입구
지먼차오역은 총 6개의 출입구가 있으며, 그 중 창핑선은 A, E 출입구, 12호선은 B1, B2, C, D 출입구를 사용한다. 지먼교 남쪽에 동서남북으로 4개의 사분면에 분포되어 있다.
|                         |                       |           |      |             |
|                         |                       |           |      |             |
| 출구                    | 지시                  | 출구 인근 | 사진 | 무장애 시설 |
| ■ 창핑선에 연결         |                       |           |      |             |
| 出口 · A                | 시투청로(西土城路)    |           |      |             |
| ■ 12호선에 연결         |                       |           |      |             |
| 出口 · B · 1            | 시투청로(西土城路)    |           |      | 빈칸        |
| 出口 · B · 2            | 시투청로(西土城路)    |           |      | 빈칸        |
| 出口 · C                | 북3환중로(北三环中路) |           |      |             |
| 出口 · D                | 시투청로(西土城路)    |           |      |             |
| ■ 창핑선에 연결         |                       |           |      |             |
| 出口 · E                | 북3환서로(北三环西路) |           |      | 빈칸        |
| 아이콘 설명: 엘리베이터 |                       |           |      |             |

### 예술 작품
창핑선 대합실 내 예술 작품 두 점은 모두 지먼연수(蓟门烟树)를 특징으로 하며, 그 중 대합실의 무료 구역 벽면에 아트 유리 "연수장녕《烟树长宁》"이 설치되어 있고, 금속 조각품도 있다. 대합실 이중 기둥 사이에 "연수장녕-2《烟树长宁-2》"가 전시되어 있다.